# 大城友弥
大城 友弥（おおしろ ともや、1990年7月31日 - ）は、沖縄県を拠点に活動する日本の歌手。視覚障害者。

## 人物
沖縄県八重瀬町出身。沖縄県立沖縄盲学校在籍中の2005年、「ひとりじゃないから」で歌手デビュー。以来、沖縄県内で放送のテレビ番組やラジオ番組を中心に活動している。
2007年8月19日には『24時間テレビ 愛は地球を救う』に出演。東京・日本武道館にて、既に故人となっている坂本九との映像による「上を向いて歩こう」デュエットを実現した。
2008年5月10日、東京・日比谷野外音楽堂で行われた南こうせつの「グリーンパラダイス」コンサートにゲスト出演する。
沖縄県を中心に障害者としての活動も多く、2010年の第15回障害者問題全国交流会では全体会オープニングでミニライブを開催。2014年にはNHKのテレビ番組「平和じゃないと生きられない ―沖縄で語りだした障害者たち―」に出演している。2015年にはラジオ沖縄の「ラジオ・チャリティ・ミュージックソン2015」内で放送された「美ら島音楽祭2015」に参加している。2020年には障害者による文化芸術事業である「美らサウンズコンサート2020」に出演している。

## 楽曲
- 2005年11月27日、「ひとりじゃないから」でデビュー。
- 2006年7月19日、ミニアルバム『いのちのはな』をリリース。
- 2007年3月6日、セカンドマキシシングル「きみのみかた」をリリース。
- 2010年6月23日、初のセルフプロデュースシングル「大切なもの」をリリース。

## スタッフ
- ジャケット撮影 : 高江洲靖（ミニアルバム『いのちのはな』）、 桑村ヒロシ（セカンドマキシシングル「きみのみかた」）